# Pedro Alexandrino da Cunha
Pedro Alexandrino da Cunha (1801-1850) foi capitão de mar e guerra, explorador e administrador colonial português.
Frequentou o Colégio Militar. Exerceu o cargo de Governador-Geral Província de Angola entre 1845 e 1848, tendo sido antecedido por Lourenço Germack Possollo e sucedido por Adrião Acácio da Silveira Pinto. Anos antes de exercer o cargos de Governador-Geral Província de Angola, em agosto de 1839, procedeu à explorações geográficas na costa ocidental de África. 
Encontra-se colaboração da sua autoria na Revista universal lisbonense (1841-1859).